# Пятнадцать рублей
Пятнадцать рублей — номинал денежных знаков, выпускавшихся в виде золотых монет Российской империи, а также в виде бумажных денежных знаков периода Гражданской войны и послевоенного времени.

## Золотая монета
Золотые монеты номиналом в 15 рублей появились в Российской империи после денежной реформы 1895—1897 годов. Золотой империал, равный до реформы десяти рублям, при сохранении прежнего золотого содержания получил новый номинал — 15 рублей. Монета чеканилась Санкт-Петербургским монетным двором только с датой «1897», тираж — 11,9 млн шт.

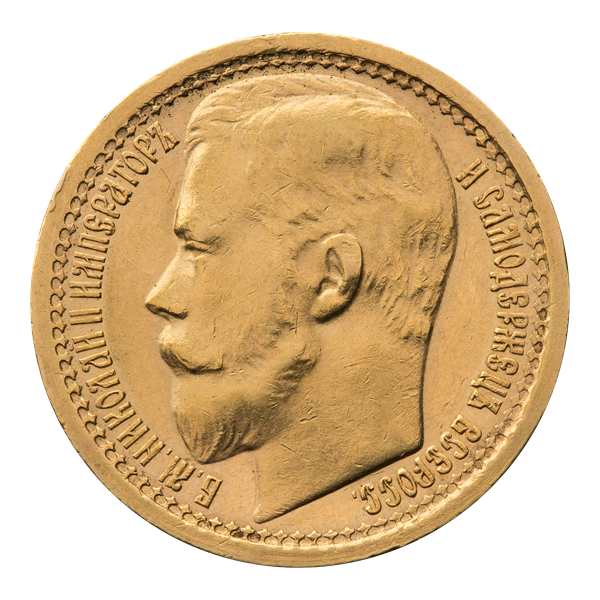
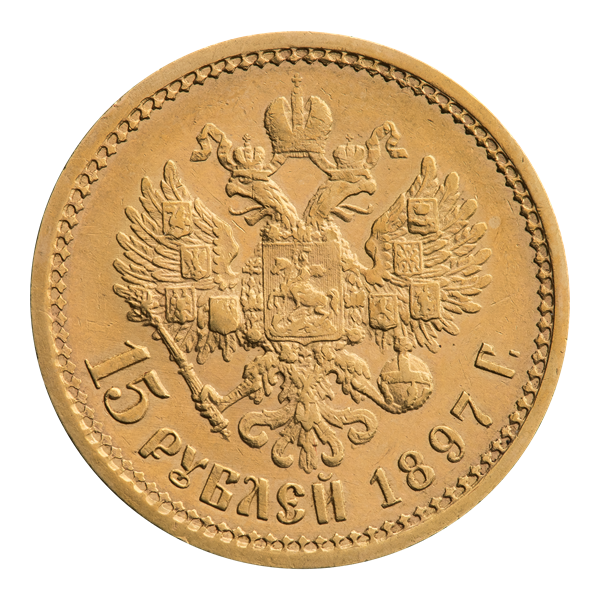

## Расчётный знак РСФСР
Расчётные знаки РСФСР номиналом в 15 рублей были выпущены на основании декрета Совнаркома РСФСР от 21 октября 1919 года «О выпуске „расчётных знаков Российской Социалистической Федеративной Советской Республики“ 15-, 30- и 60-рублёвого достоинства и кредитных билетов в 5000 и 10 000 руб. образца 1919 г.».
На лицевой стороне расчётного знака — факсимильная подпись главного комиссара Народного банка Пятакова, подпись кассира (всего 8 различных подписей кассиров) и серийный номер. Номер состоял из двух букв (для всех — «АА») и трёх цифр (от 001 до 120). Знаки печатались на белой бумаге с водяным знаком в виде крупной 6-лучевой звезды, выпускались листами по 10 штук в листе (2 * 5).
Были изъяты из обращения в ходе деноминации 1922 года, обменивались на государственные денежные знаки РСФСР образца 1922 года в соотношении 10 000:1.

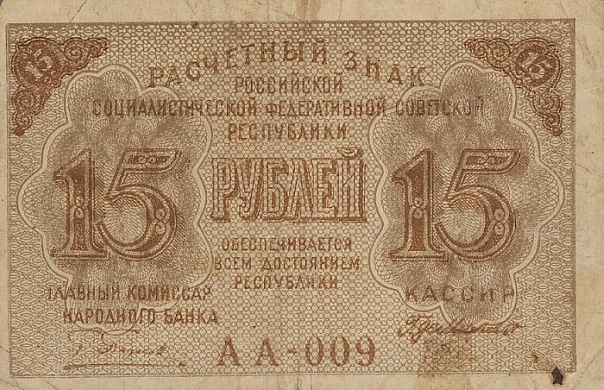
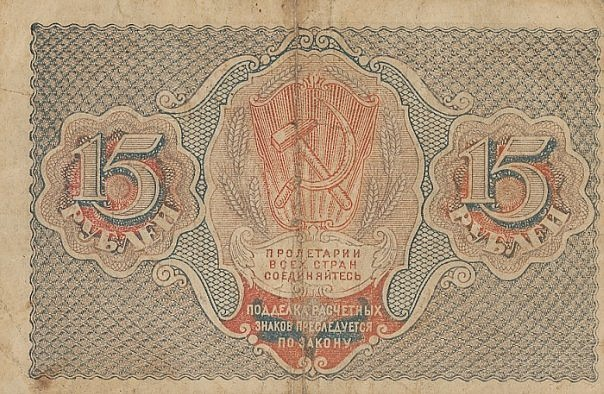

## Местные выпуски, денежные суррогаты
Номинал «15 рублей» довольно редко встречается среди местных и частных выпусков денежных знаков. Известно несколько выпусков бумажных денежных знаков этого номинала, выпущенных в период Гражданской войны и в послевоенные годы:
- разменные боны Александровского кредитного товарищества (1919 год)[7];
- Амурские областные разменные билеты (1918 год)[8][9];
- боны Богословского горного округа, Управления Богословского горного округа[10][11], Общества потребителей в Надеждинском заводе Богословского горного округа[12];
- талоны Минского центрального рабочего кооператива (1924 год)[13][14];
- ордера Нижне-Тагильского центрального рабочего кооператива (1923 год)[15];
- заёмные письма еврейской общины Проскурова (1919 год)[16][17];
- знаки 1-го общества потребителей и 2-го общества потребителей села Требуховцы[18][19].

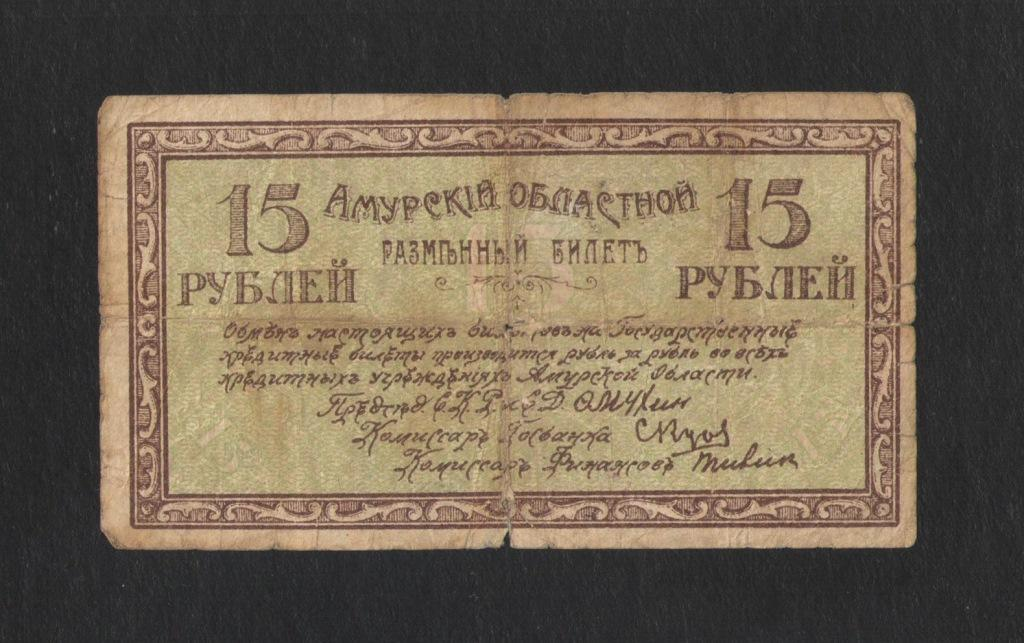
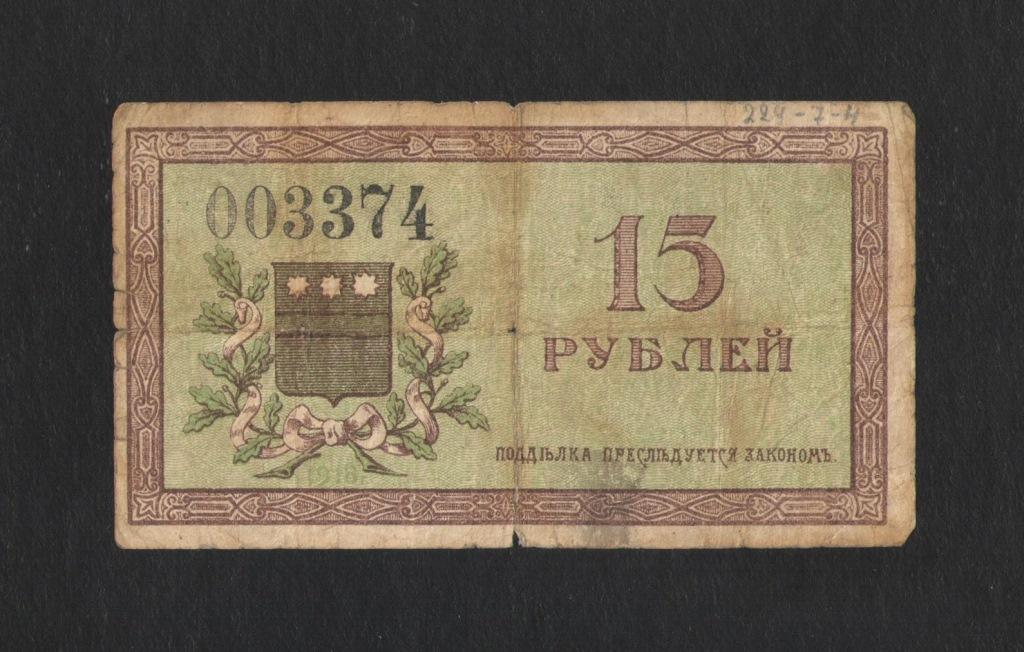